# Berlinka
El fons Berlinka (berlinesa en polonès), designa la important col·lecció de manuscrits alemanys que es troben des del final de la Segona Guerra Mundial a la Biblioteca Jagellonne de Cracòvia a Polònia. El fons estava originalment a la Deutsche Staatsbibliothek abans d'ésser traslladat entre 1942 i 1944 a l'abadia de Grüssau a Silèsia per posar-ho a l'abric dels bombardejos.

## Història
Durant la Segona Guerra Mundial, les autoritats alemanyes van decidir traslladar la major part del fons històric de la Biblioteca Imperial de Berlín per tal de protegir-la dels bombardejos aliats.

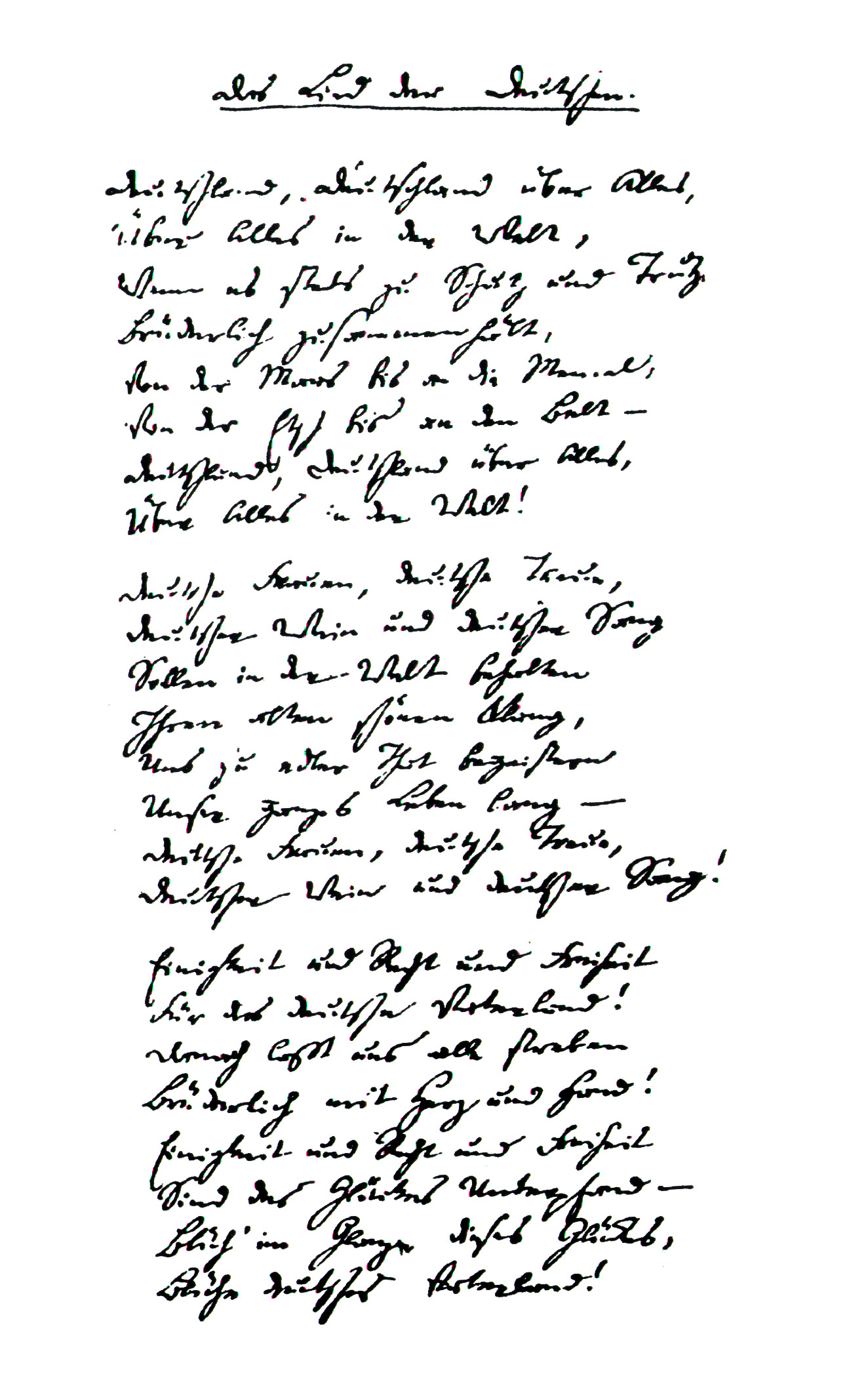
L'Himne nacional alemany: Lied der Deutschen

Després de la guerra, les fronteres es van moure i Silèsia queda a Polònia. El govern polonès va reclamar el dret de guardar aquest patrimoni com reparacions de guerra. Polònia estimava que les importants destruccions del patrimoni polonès sobrepassaven els vint mil milions de dòlars.
Fins a l'any 1977, el govern guarda en secret aquest tresor cultural Però aquell any, el primer secretari del Partit Obrer Unificat Polonès Edward Gierek dona al seu homòleg de l'Alemanya de l'Est, Erich Honecker, partitures de música de Mozart (La Flauta encantada) i notes de la Simfonia número 9 de Beethoven.
La premsa alemanya llança llavors una campanya de sensibilització per a la tornada d'aquest patrimoni nacional que compara a un presoner de guerra i acusa Polònia de no respectar la Convenció de la Haia de 1907.
Malgrat el desenvolupament de les relacions germano-poloneses des de la unificació alemanya, la confirmació de la frontera de 14 novembre de 1990i el Tractat de bon veïnatge (17 de juny de 1991), la qüestió del fons Berlinka es encara un objecte de litigi entre els dos països.
Des de llavors, Polònia ha proposat crear una fundació germano-polonesa per gestionar conjuntament aquest ric patrimoni històric. Però Alemanya parla de la restitució completa a canvi de propietats històriques poloneses que té Alemanya.

## El fons Berlinka
El fons Berlinka comprèn prop de 300.000 manuscrits, entre els quals els de Johann Wolfgang von Goethe, de Martí Luter i de Friedrich von Schiller, així com la lletra de l'himne nacional alemany Lied der Deutschen i els treballs dels germans Jacob i Wilhelm Grimm.